# Everson Walls
Everson Collins Walls (Dallas, 28 dicembre 1959) è un ex giocatore di football americano statunitense che ha giocato nel ruolo di defensive back nella National Football League (NFL). Al college ha giocato a football alla Grambling State University.

## Carriera professionistica

### Dallas Cowboys
Dopo non essere stato scelto nel Draft NFL 1981, Walls firmò coi Dallas Cowboys dell'allenatore Tom Landry, dando subito il suo contributo nella sua stagione da rookie, in cui guidò la NFL con 11 intercetti, venendo convocato per il Pro Bowl.
Circondato da una difesa già piena di stelle, tra cui Randy White, Ed "Too Tall" Jones, Harvey Martin e Charlie Waters, Walls continuò ad eccellere guidando la lega altre due volte in intercetti, l'unico giocatore della storia della NFL assieme ad Ed Reed a riuscirvi per tre volte. Fu convocato per quattro Pro Bowl durante le sue annate a Dallas (1981, 1982, 1983 and 1985). I suoi 44 intercetti coi Cowboys sono ancora il secondo massimo della storia della franchigia. Fu svincolato dopo la stagione 1989 a causa di un calo di prestazione e di un incidente avvenuto dopo una sconfitta coi Phoenix Cardinals, in cui Jimmy Johnson lo vide ridere assieme ai giocatori avversari.

### New York Giants
Nel 1990, Walls passò ai New York Giants come free agent, firmando un contratto biennale da un milione di dollari. Per la prima volta in carriera giocò come safety titolare in un'altra difesa di alto livello, in compagnia di Lawrence Taylor, Leonard Marshall e Carl Banks, chiamando la maggior parte degli schemi difensivi. Allenati da Bill Parcells, con Bill Belichick come coordinatore difensivo, i Giants conclusero la stagione regolare con un record di 13-3, qualificandosi per il Super Bowl XXV, contro i Buffalo Bills. In quella partita, Walls fece una giocata decisiva quando placcò Thurman Thomas in campo aperto con due minuti rimanenti, un tackle che quasi certamente fermò un sicuro touchdown per i Bills. I Giants vinsero il Super Bowl, 20-19, con Scott Norwood che sbagliò un tentativo di field goal mentre il tempo stava scadendo. Walls apparve sulla copertina di Sports Illustrated con le braccia alzate in segno di trionfo.

### Cleveland Browns
Dopo essere stato svincolato dai Giants, Walls firmò coi Cleveland Browns come free agent durante la stagione 1992, giocando 13 partite prima di ritirarsi nel 1993. Nelle ultime tre stagioni passò dal ruolo di safety a quello di cornerback, totalizzando sette intercetti.

## Palmarès

### Franchigia
- Super Bowl : 1

New York Giants: XXV
- National Football Conference Championship: 1

New York Giants: 1990

### Individuale
- Convocazioni al Pro Bowl: 4

1981, 1982, 1983, 1985
- First-team All-Pro: 1

1983
- Second-team All-Pro: 2

1982, 1985
- Leader della NFL in intercetti: 3 (record)

1981, 1982, 1985
- PFWA All-Rookie Team - 1981
- Record di intercetti nel Pro Bowl (4, condiviso con Deion Sanders e Champ Bailey)

## Statistiche
| Partite totali | 186 |
| Intercetti     | 57  |